# Corasoides
Corasoides is een monotypisch geslacht van spinnen uit de  familie van de Stiphidiidae.

## Soort
- Corasoides australis Butler, 1929